# Werner Niese
Werner Otto Constantin Niese (* 31. Januar 1905 in Saalfeld; † 9. Mai 1963 in Mainz) war ein deutscher Rechtswissenschaftler und Hochschullehrer an der Johannes Gutenberg-Universität Mainz.

## Leben und Werk
Nach dem Abitur studierte Niese Rechtswissenschaften an der Universität Jena. Dort promovierte er 1930 unter Betreuung von Karl Blomeyer mit einer prozessrechtlichen Schrift zum Dr. iur. Im Anschluss daran arbeitete er als Richter unter anderem am Landgericht Altenburg und später bis 1939 am Oberlandesgericht Jena. Ab 1940 bis 1945 leistete er Wehrdienst. Nach Kriegsende widmete Niese sich wieder seiner akademischen Karriere und schloss 1949 an der Universität Göttingen seine Habilitation ab, womit er die Venia legendi für Straf- und Strafprozessrecht sowie Zivilprozessrecht erhielt.
Nach einem Lehrauftrag an der Universität zu Köln 1950/51 trat Niese eine außerordentliche Professur an der Universität Mainz an. Ab 1955 bis zu seinem frühen Tod war Niese in Mainz als Nachfolger von Thomas Würtenberger ordentlicher Professor für Strafrecht und widmete sich fortan hauptsächlich dem Strafrecht, wohingegen sein bisheriger Schwerpunkt allgemein sowohl auf dem strafrechtlichen wie dem zivilrechtlichen Prozessrecht gelegen hatte. Von 1961 bis 1962 war Niese Dekan der Mainzer rechts- und wirtschaftswissenschaftlichen Fakultät. Von 1956 bis zu seinem Tod war er zudem Richter am Oberlandesgericht Koblenz. Nachfolger auf seinem Mainzer Lehrstuhl wurde Dietrich Lang-Hinrichsen.

## Schriften (Auswahl)
- Prozeßhandlungen und Verträge über Prozeßhandlungen. Noske, Leipzig 1931 (Dissertation).
- Doppelfunktionelle Prozeßhandlungen: Ein Beitrag zur allgemeinen Prozeßrechtslehre. Vandenhoeck & Ruprecht, Göttingen 1950 (Habilitationsschrift).
- Finalität, Vorsatz und Fahrlässigkeit. Mohr, Tübingen 1951.
- Streik und Strafrecht. Mohr, Tübingen 1954.